# Дидьова
Дидьова — поділене кордоном колишнє українське село, частково в Україні — в Турківському районі (хутір Дидьова в Боберківській сільській раді), частково в Польщі — у гміні Літовищі Бещадського повіту Підкарпатського воєводства.

## Назва
У ході кампанії перейменування українських назв на польські польська частина села в 1977—1981 рр. називалось Заціше (пол. Zacisze).

## Географія
Село розташовувалось на берегах річки Сян.
На північному сході межує з селом Боберка через гірський щит «Червоний верх», на сході з лісом «Зелений ліс», на південному сході з селом Лікоть та Дзвиняч Горішній, на півдні з лісом «Кичера» та «Мучне»; на заході село Ступосяни, на північному заході ліс «Черешня».
В південно східній частині села лежав ліс званий "Мучний" через який тік потік «Мучний». Переказ каже що в цьому місці було колись село, жителів якого під час нападів убивали та вкидали у потік. Через що ця ділянка і потік отримали свою назву «Мучний». Є в цьому лісі лука «Збойці» яка отримала назву через розбої які вчиняли татари в цьому місці над місцевими жителями русинами-українцями.

## Історія
Засноване до 1529 року краківським воєводою Петром Кмітом. А вже у 1589 році тут діяла церква.
У 1772—1918 рр. село було у складі Австро-Угорської монархії, у провінції Королівство Галичини та Володимирії. 
У 1881 році село належало до Турківського повіту, у селі нараховувалося 742 жителі, з них 725 греко-католиків, 8 римо-католиків і 9 юдеїв. Школи не було. Почта в Літовищі. 
У 1882 році цезар виділив 50 золотих на будівництво школи.
У 1900 році у селі проживали 691 греко-католик, 2 римо-католика, 145 юдеїв. Повіт, суд та уряд податковий в Турці. Пошта та станція телеграфічна в Літовищі.
У 1900 році в Кракові на залізничному вокзалі затримано 4 мешканці Дидьової які мали йти на військову службу, але намагались емігрувати в США.
У 1904 році зорганізовано школу в намоленому будинку. Училось 40 дітей. Мова навчання українська.
У 1904 році були плани провести до Дидьови вузькоколійну залізничну колію з паровим рухом від новорозпочатої лінії Самбір-Ужок в селі Соколики, через Тернаву Вижню та Дзвиняч Горішній. В 1914 - 130 дітей.
У 1907 році в селі поживали 871 греко-католиків, з них 73 були в Америці; 11 римо-католиків, 176 жидів. В селі був громадський шпихлір, каса церковна та громадська. Станція залізнична Соколики (21 км) з 1905.
У Дидьовій народився поет Маріян-Костянтин Глушкевич. До Дидьови приїздив Іван Франко — разом із дружиною відвідував шкільного товариша — місцевого священика отця Івана Кузіва, знавця етнографії бойків. У Дидьові була рільнича спілка «Сила» і читальня «Просвіти».
У 1915 році в селі проходили бої між австоугорською та російською арміями.
У 1919—1939 рр. — у складі Польщі. Село належало до Турківського повіту Станиславівського воєводства (з 1931 р. — Львівського воєводства). 1938 року в селі проживало 1332 особи.
1936 у Дидьовій виробляють галантерейні вироби, лижні рукавички та гарні інкрустовані вироби в мануфактурі Флорентини Хохендорф.
1938 через брак паші у селі загинуло 10 штук худоби. Цього ж року у селі засновано дослідницький центр з розведення овець.
На 1 вересня 1939 у селі було 1370 жителів (1300 українців, 10 поляків і 60 євреїв).
Виселене протягом 1944—1951 років. Останні мешкаці депортовані 1951 року  на Сокальщину с. Себечів.
У 1975—1998 роках село належало до Кросненського воєводства.

## Церква
1589 року в селі споруджена церква, на її місці 1740-го коштами домінії та громади села побудовано наступну дерев'яну церкву (згоріла 30 березня 1859-го). 
З 1772 року церква належала до Затварницького деканату Перемишльської єпархії УГКЦ.
У 1788 до парафії Дидьови прилучено село Лікоть з церквою Архистратига Михаїла, після смерті тамтешнього пароха Василя Мільчаковського 20.05.1788
1860 року споруджено дерев'яну тризрубну церкву Успіння Пр. Богородиці, була парафіяльною церквою Лютовиського деканату Перемишльської єпархії УГКЦ. Частину коштів на будівництво храму (300 золотих ринських) надав цісар Фердинанд 1. До спорудження нової церкви багато приклався місцевий селянин та церковний провізор Михайло Федаш. Під час будівництва церкви богослужіння відправлялись в мурованій капличці на середині села при головній дорозі, зведеній місцевим селянином Іваном Сколаничем.
Парохами Дидьови були: Ілля Строневич, Ілля Стронський, Фома Стронський, Михайло Дубаневич, Василь Бачинський, Василь Топольницький 
У 1869 парохом був Василь Топольницький, у парафії було 610 греко-католиків. Ктитори: Віктор Березовський та Антоній Кавецький.
У 1874 парохом був Василь Топольницький, у парафії було 661 греко-католик. Ктитор: Віктор Блажовський.
У 1879-1883 парохом був Теофіл Глушкевич, у парафії було 765 греко-католиків. Ктитор: Віктор Блажовський.
У 1884-1918 парохом був Іван Кузів, у парафії було 691 греко-католики. Ктитора не було.
У 1920 парафія переведена до новоствореного Лютовиського деканату.
У 1924 парохом був Іван Рудавський.
У володінні парафії в Дидьовій було: 18 моргів 930 сажнів орного поля, 6 моргів 856 сажнів лук, 9 моргів 550 сажнів пасовищ. Крім того парох (на 1879) мав право: випасати волів та ялівник у дидьовському лісі званому "Кичера" площею 218 моргів; вільно молоти зерно на млині;  на 78 фір мякого дерева на паливо; відсотки з облігацій та ощадних книжок 60 золотих та 84,5 крейцерів. 
Мурована дзвіниця на захід від церкви з трьома дзвонами.
1956-го церква зруйнована радянськими прикордонниками. Остаточно знищена 1958 року.
Церковний та поховальний цвинтар знищені, залишились фрагменти 5 надгробків.
Церковний інвентар зберігався до 1993 року в церкві села Дністрик-Дубовий, по тому переміщений переселенцями на Сокальщину.
Уже в наш час місцеві мешканці встановили на місці церкви в Дидьовій інформаційну табличку, але саме село належить до території Підкарпатського воєводства Республіки Польща.

## Сучасність

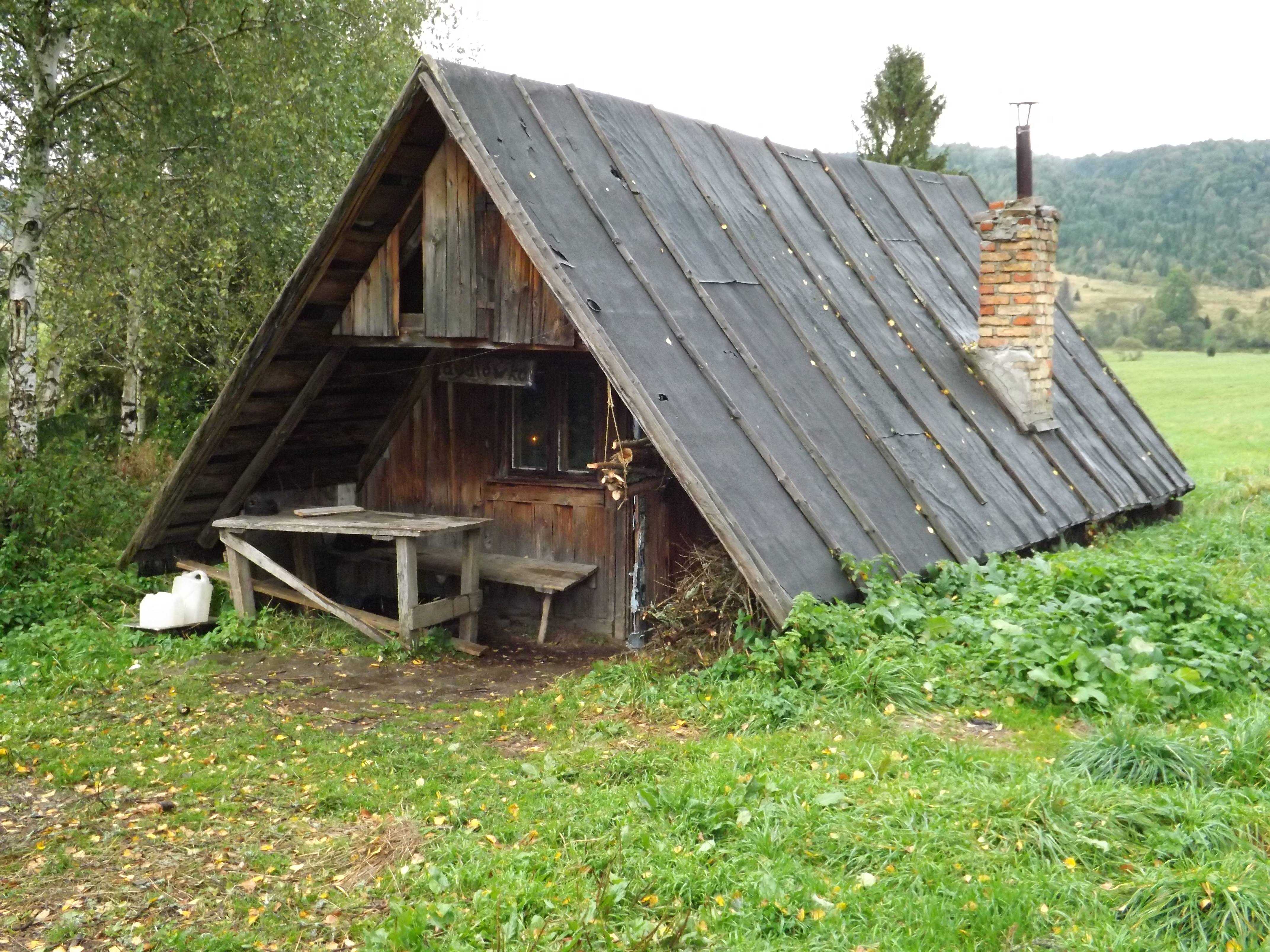
Сучасний будинок (фото 2014)

На території Дидьови наявне дворище — руїни фільварку, висадженого в повітря 1960 року; руїни «будинку столяра» — в 1880-х рр. тут гостював Іван Франко (у Дидьовій 1890-го він був заарештований), кілька могил на цвинтарі, два придорожні хрести.